# Antonio Guijarro
Antonio Guijarro Gutiérrez (Villarrubia de los Ojos, Ciudad Real, 17 de enero de 1923 – 25 de mayo de 2011, Madrid) fue un pintor figurativo no realista y escultor español. 

## Reseña biográfica
Antonio Guijarro Gutiérrez o Guijarro como era conocido en el mundo del arte fue un pintor figurativo español inscrito en la denominada Escuela Madrileña aunque Guijarro dice de sí mismo que no pertenece a ningún movimiento, su estilo es el guijarrismo. Fue Primer premio en el Concurso Nacional de Pintura en 1954 por su obra Virgen sentada.
Infancia
1932.- Pinta El moro músico (1932) con menos de 10 años durante su estancia en Tetuán (Marruecos), lugar al que fue destinado su padre por motivos profesionales. En 1951 esta obra fue galardonada con un Accésit en la Segunda Exposición de Pintores de África.
Juventud
1934.- Realiza el examen de ingreso para cursar los estudios de Segunda enseñanza en el Instituto San Isidro de Madrid.
1937.- Como consecuencia de la Guerra civil española regresa a Ciudad Real con su familia donde se matricula en la Escuela de Artes y Oficios de la capital manchega. Allí permanece dos años.
1939.- Finaliza la guerra y regresa con su familia a Madrid.
1940.- Se traslada con su familia a Alcoy (Alicante).
1942.- Ingresa en la Escuela Elemental de Trabajo de Alcoy en la que estudia Peritaje mecánico. En esta institución trabaja como profesor de dibujo artístico en la escuela nocturna para adultos. Allí conoce al escultor Tomás Ferrándiz Llopis (Alcoy, 1914 – Madrid, 2010) que le recomienda continuar estudios superiores de arte. Animado por su padre se desplaza a Valencia y realiza con éxito el examen de ingreso en la Escuela de Bellas Artes de San Carlos donde le fue concedida matrícula gratuita.
Durante la posguerra, Guijarro trabaja como decorador en los talleres de las Fallas para procurarse ingresos.
1943.- Tras una pelea con el delegado de la organización sindical falangista SEU (Sindicato Español Universitario) recibió una carta en la que se le instaba a abandonar la Escuela de Valencia sin posibilidad de hacer el examen de fin de curso.
1945.- Regresa con su familia a Madrid donde continúa sus estudios en la Escuela de Bellas Artes de San Fernando.
1948.- Finaliza sus estudios en la Escuela de Bellas Artes de San Fernando y estudia escultura bajo la tutela del Catedrático de Modelado Natural y Composición escultórica Enrique Pérez Comendador.
1949.- Realiza el servicio militar como Alférez de Complemento. Expone su obra por primera vez en el Instituto de Estudios Manchegos de Ciudad Real.
Madurez

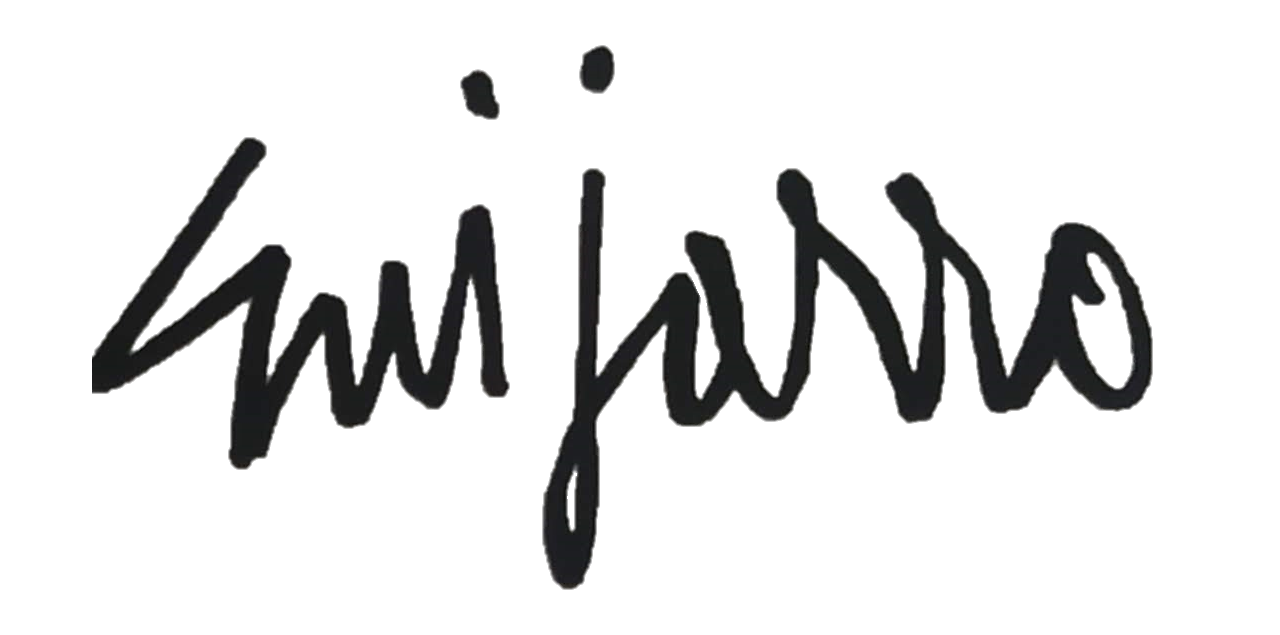
Firma del Pintor Antonio Guijarro

1951.- Tiene lugar su primera exposición individual en la Galería Biosca de Madrid (situada en la calle Génova 11). Ese mismo año participa en el Octavo Salón de los Once de la Academia Breve de Crítica de Arte, muestra en la que se dan a conocer las once mejores obras de todas las exposiciones celebradas en Madrid durante el año.
La Academia Breve de Crítica de Arte fue impulsada por el filósofo Eugenio dˈOrs. Allí, Guijarro expone junto a los pintores Emilio Varela, Rafael Zabaleta, Darío Suro, Manuel Baeza, Francisco Capuleto, Tony Stubbin, Cirilo Martínez Novillo, Santiago Uranga, José Caballero y Julio Ramis.
1952.- Vuelve a ser seleccionado en el Salón de los once. Ese mismo año participa en la XXV Bienal de Venecia. Su obra Campesina de Carabanchel (1952) fue adquirida por la Galería de Arte Moderno de Venecia (Italia).
1953.- Contrae matrimonio con la pintora y dibujante Isabel Agero. Obtiene la beca Conde de Cartagena y es pensionado en Nueva York por la Real Academia de Bellas Artes de San Fernando. En esta ciudad nace su primera hija, Mabel. En sus propias palabras la experiencia americana le sirvió para aprender lo que no había que hacer en arte.
1954.- Viaja a Guinea Ecuatorial pensionado por el Instituto de Estudios Africanos.
1955.- Recibe una beca de la Fundación Rodríguez Acosta en Roma. Nace Antonio, su segundo hijo.
1964.- Viaja con su familia a Noruega y expone en Oslo, Vinstra y Tønsberg.
1966.- Obtiene por oposición y por mayoría de votos la Cátedra de colorido de la Escuela de Bellas Artes de San Fernando de Madrid. Es jubilado anticipadamente en 1988.
1973.- Obtiene una beca de la Pacific Area Travel Association (PATA) con la que viaja por la costa oeste de EE. UU., Japón, Taiwán y Corea. El programa seleccionó a artistas representativos del mundo para realizar una muestra itinerante.
1984.-Pinta al Rey Juan Carlos I y al Príncipe Felipe de Asturias para el Club siglo XXI de Madrid. En esta obra destacan la actitud desenfadada de los protagonistas y el trazo de la bandera.

## Distinciones
- 1952.- Tercera Medalla en la Nacional de Bellas Artes de Madrid. Niños del caballo blanco.
- 1953.- Medalla de Oro en la XV Exposición Nacional de Valdepeñas.
- 1954.- Primer premio en el Concurso Nacional de Pintura. Medalla de Honor en la Exposición de Pintores de África. Segunda Medalla en la Exposición Nacional de Bellas Artes.
- 1955.- Medalla de Oro Riviera della Versilia en la Internacional de Viareggio (Italia).
- 1957.- Primera Medalla en la Nacional de Bellas Artes de Barcelona. Bodegón con peras.
- 1963.- II Bienal de Pintura de Zaragoza. Interior.
- 1968.- Medalla de Bronce en la V Bienal de Alejandría.
- 1970.- Pámpana de Oro en la Exposición Nacional de Artes Plásticas de Valdepeñas.